# 雲斑彩龜
雲斑彩龜（學名：Trachemys nebulosa）是彩龜屬下的一種龜，發現於下加利福尼亞半島、錫那羅亞州和索諾拉州。